# 菊池市立七城小学校
菊池市立七城小学校（きくちしりつ しちじょうしょうがっこう）は、熊本県菊池市七城町甲佐町にある公立小学校。

## 沿革
- 1874年（明治7年） - 辺田尋常小学校、水次尋常小学校、間所尋常小学校、高島尋常小学校、夜間尋常小学校、亀尾尋常小学校、橋田尋常小学校創立
- 1887年（明治20年） - 間所尋常小学校、高島尋常小学校、清水尋常小学校が統合し砂田尋常小学校となる。辺田尋常小学校、水次尋常小学校が統合し辺田尋常小学校となる。
- 1892年（明治25年） - 砂田尋常小学校が加茂川尋常小学校と改称。亀尾尋常小学校が清泉尋常小学校と改称。
- 1899年（明治32年） - 辺田尋常小学校と水次尋常小学校が統合し砦尋常小学校となる。
- 1902年（明治35年） - 加茂川尋常小学校が加茂川尋常高等小学校と改称。
- 1905年（明治38年） - 清泉尋常小学校が清泉尋常高等小学校と改称。砦尋常小学校が砦尋常高等小学校と改称。
- 1914年（大正3年） - 加茂川尋常高等小学校が加茂川尋常小学校と改称。
- 1917年（大正6年） - 清泉尋常高等小学校が清泉尋常小学校と改称。砦尋常高等小学校が砦尋常小学校と改称。
- 1941年（昭和16年） - 加茂川国民学校、清泉国民学校、砦国民学校と改称。
- 1947年（昭和22年） - 加茂川村立加茂川小学校、清泉村立清泉小学校、砦村立砦小学校と改称。
- 1954年（昭和29年） - 加茂川小学校を七城村立七城中央小学校、清泉小学校を七城村立七城南小学校、砦小学校を七城村立七城北小学校と改称。
- 1966年（昭和41年） - 統合し七城村立七城小学校と改称
- 1968年（昭和43年） - 七城町立七城小学校と改称
- 2005年（平成17年） - 菊池市立七城小学校と改称

## 委員会
- 歌声放送委員会
- 環境美化委員会
- 栽培委員会
- 人権ボランティア委員会
- 保健委員会
- 体育委員会

## クラブ活動
- 運動部

- 文化部

## 学校周辺
- 迫間川
- 熊本県道139号旭志鹿本線
- 熊本県道53号植木インター菊池線